# Adlai Stevenson III
Adlai Ewing Stevenson III (Chicago, 10 ottobre 1930 – Chicago, 6 settembre 2021) è stato un politico statunitense, appartenente al Partito Democratico.

## Biografia
Fu senatore per lo stato dell'Illinois dal 1970 al 1981. Ha frequentato la Harvard University ottenendo un Bachelor nel 1952 e la laurea in legge nel 1957. Stevenson si arruolò nei Marines durante la guerra di Corea (1952-1954) come comandante di un carro armato e fu congedato con il grado di primo tenente. Continuò poi a servire nella riserva, fino al congedo definitivo nel 1961 con il grado di capitano.
Nel 1957 lavorò come impiegato per la Corte Suprema dell'Illinois e nel 1958 entrò a far parte dello studio legale Mayer, Brown & Platt di Chicago. Nel 1964 fu eletto deputato per l'Illinois e restò in carica fino al 1967. In seguito divenne Tesoriere di Stato dell'Illinois fino al 1970. In seguito alla morte del decano dei senatori repubblicani Everett Dirksen, Stevenson fu eletto con una votazione speciale per ricoprire la carica.
Fu rieletto nel 1974, servendo il mandato popolare in Senato fino al 1981. Nel 1980 rinunciò ad un'altra candidatura, invece sondò la possibilità di correre per la presidenza.
Perse due volte la corsa a carica di governatore, nel 1982 e 1986, entrambe contro James R. Thompson. Nel 1982 i conteggi iniziali lo diedero per vincitore, ma il conteggio finale diede una vittoria così risicata a Thompson, che Stevenson presentò ricorso alla Corte suprema per un riconteggio, esibendo prove di irregolarità. Ma a tre giorni dell'insediamento del Governatore, la Corte suprema, con un solo voto di scarto, votò a sfavore del riconteggio, asserendo che fosse incostituzionale. Nella campagna del 1986, due seguaci di Lyndon LaRouche, Mark Fairchild e Janice Hart vinsero le primarie per la nomination alle cariche di Vice Governatore e Segretario di Stato. Stevenson obiettò a questa scelta, decidendo di non apparire sulla stessa lista. Fondò quindi un partito (Solidarity Party) in alternativa. Lui ed il candidato a vice governatore Mike Howlett, ottennero il 40% dei voti.
Dopo aver lasciato il Senato ebbe diversi incarichi dirigenziali in estremo oriente. È morto all'età di 90 anni nel 2021.

## Vita familiare
Il bisnonno di Stevenson, Adlai Stevenson I, fu Vice Presidente degli Stati Uniti.
Il nonno, Lewis G. Stevenson, fu segretario di stato dell'Illinois; suo padre, Adlai Stevenson II, fu governatore dell'Illinois e due volte candidato alla presidenza.
Il terzo figlio di Stevenson, Adlai Stevenson IV, alla domanda di un reporter sostenne di essere l'ultimo Adlai della famiglia, ma nel 1994 nacque un Adlai V.